# اولده‌آور
اولدوور (به هلندی: Oldeouwer) یک منطقهٔ مسکونی در هلند است که در ده‌فریسکه مارن واقع شده‌است. اولدوور ۸۵ نفر جمعیت دارد.